# Anomodon rugelii
Anomodon rugelii là một loài Rêu trong họ Thuidiaceae. Loài này được (Müll. Hal.) Keissl. mô tả khoa học đầu tiên năm 1900.